# Dittrich (Meerane)
Dittrich ist eine zur Stadt Meerane gehörige Siedlung im Landkreis Zwickau (Freistaat Sachsen). Sie wurde am 1. Juli 1950 nach Pfaffroda eingemeindet und am 1. Januar 1974 nach Meerane umgegliedert.

## Geografie

### Geografische Lage
Dittrich liegt östlich des Stadtgebiets von Meerane. Im Ort entspringt der Dittrichbach, der über das Meerchen in die Pleiße entwässert. Südlich des Orts verläuft die A 4.

### Nachbarorte
|         | Schönberg                                   | Pfaffroda   |
| Meerane | Kompassrose, die auf Nachbargemeinden zeigt | Weidensdorf |
|         | Lipprandis                                  |             |

## Geschichte

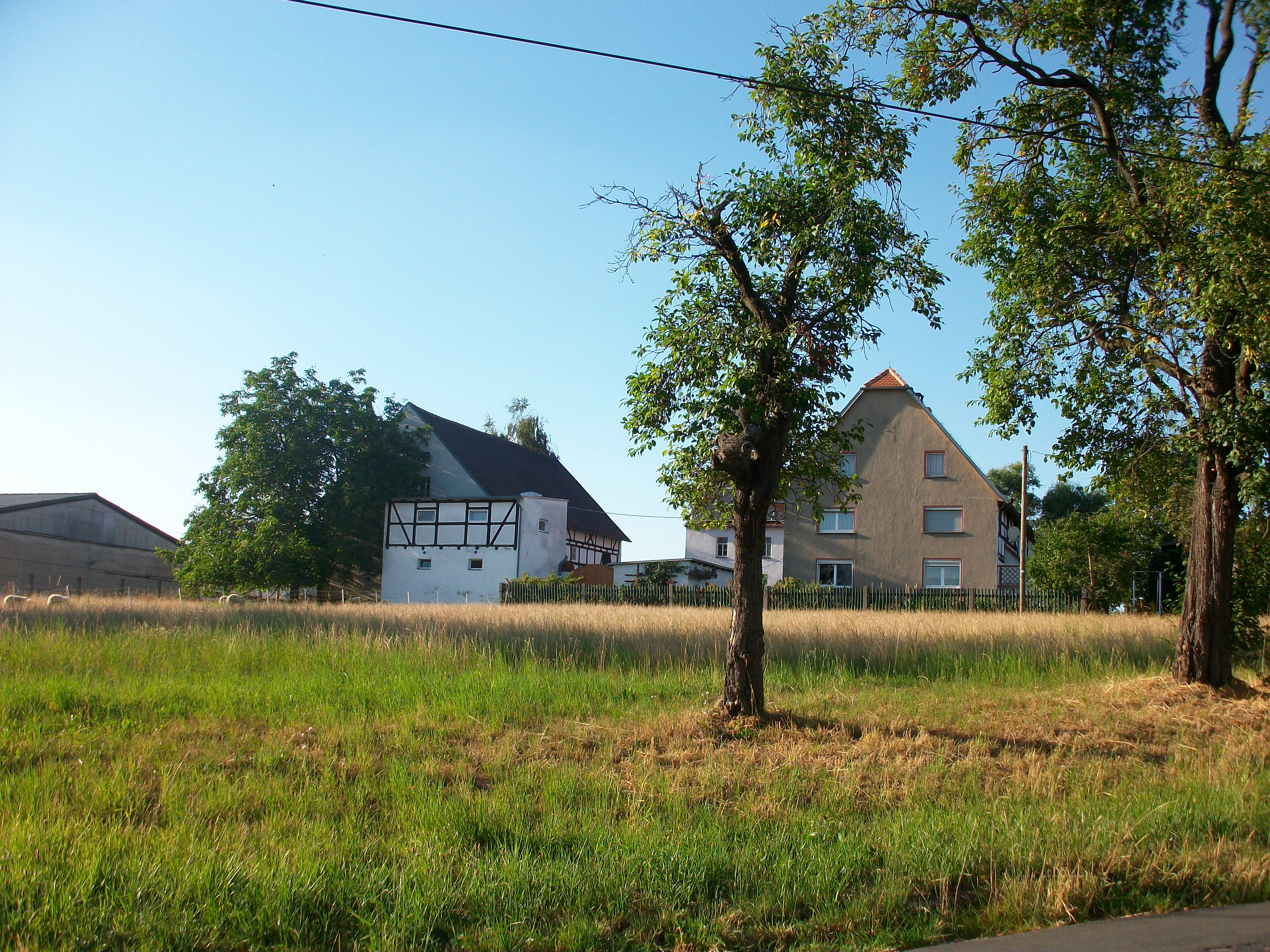
Bauernhäuser in Dittrich

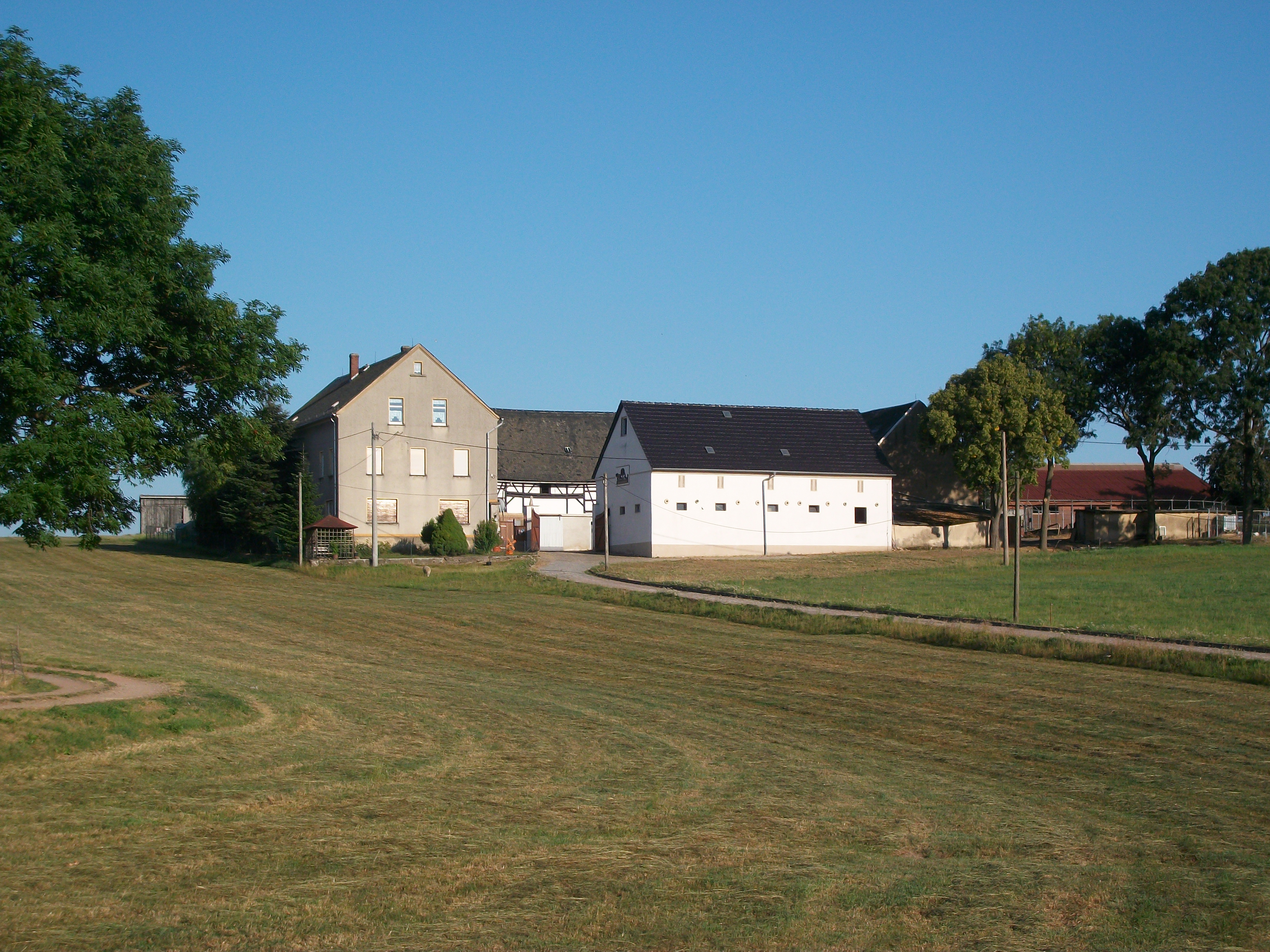
Bauernhäuser in Dittrich

Dittrich wurde bereits vor dem Jahr 1360 als Vorwerk des Namensgebers Dittrich von Schönberg gegründet. Im Jahr 1369 ist der Ort als „zu deme Ditherichs zcu dem Meer“ erwähnt. Im Jahr 1750 ist als Ortsname „Dittrich“ in der heutigen Schreibung überliefert. Dittrich gehörte bis in die zweite Hälfte des 19. Jahrhunderts zu den Schönburgischen Herrschaften. Es wurde als Amtsdorf durch die schönburgische Herrschaft Glauchau, Amt Hinterglauchau verwaltet. Nachdem auf dem Gebiet der Rezessherrschaften Schönburg im Jahr 1878 eine Verwaltungsreform durchgeführt wurde, kam Dittrich im Jahr 1880 zur neu gegründeten sächsischen Amtshauptmannschaft Glauchau.
Am 1. Juli 1950 wurde Dittrich nach Pfaffroda eingemeindet. Bei der Eingemeindung der Gemeinde Pfaffroda nach Schönberg wurde Dittrich am 1. Januar 1974 nach Meerane umgegliedert. Durch die zweite Kreisreform in der DDR kam Dittrich im Jahr 1952 zum Kreis Glauchau im Bezirk Chemnitz (1953 in Bezirk Karl-Marx-Stadt umbenannt), der ab 1990 als sächsischer Landkreis Glauchau fortgeführt wurde und 1994 im Landkreis Chemnitzer Land bzw. 2008 im Landkreis Zwickau aufging. Am 1. März 2011 wurde Dittrich als Gemeindeteil von Meerane gestrichen.